# 大花哥纳香
大花哥纳香（学名：Goniothalamus griffithii）是番荔枝科哥纳香属的植物。分布于缅甸、泰国、印度以及中国大陆的云南等地，生长于海拔800米至1,500米的地区，见于山地林中，目前尚未由人工引种栽培。